# Сквер имени Маршала Г. К. Жукова (Стерлитамак)
Сквер имени Маршала Г. К. Жукова (также — Парк имени Г. К. Жукова) — мемориальный сквер Великой Отечественной войны, названный в честь советского полководца Георгия Константиновича Жукова в микрорайоне Солнечный, города Стерлитамака. Входит в селитебно-рекреационную зону города.
Ограничен улицами Имая Насыри, Курчатова, проспектом Октября. В непосредственной близости расположен Городской Дворец культуры (бывший ДК «СК»).

## История
Открыт в 2000 году по инициативе Совета ветеранов города Стерлитамака.
В 2016 году установлен самый крупный в Башкортостане памятник пограничникам скульптора С. Позднякова. Осенью 2018 года посажены кедровые сосны.

## Архитектура
В сквере расположен монумент со списком уроженцев и жителей города Стерлитамака, погибших при участии в Великой Отечественной войне, а также бюсты уроженцев, получивших звания Героев Советского Союза, и бюст Маршала Г. К. Жукова. На территории сквера есть Аллея Славы — мемориальная доска со списком жителей города, награждённых званием Героя Социалистического Труда.